# Gowarzów
Gowarzów – wieś w Polsce położona w województwie łódzkim, w powiecie radomszczańskim, w gminie Gidle. 

## Historia
Gowarzów to typowa wieś ulicówka, na terasie wyższej lewobrzeżnej Warty, wspomniana w źródłach z XVI w. jako należąca do parafii w Gidlach. Stanisław Kozierowski w opracowaniu Badania nazw topograficznych na obszarze dawnej wschodniej Wielkopolski podaje, że pierwsza wzmianka pisana o Gowarzowie pojawia się pod rokiem 1520, co wskazuje, że miejscowość o tej nazwie mogła istnieć już w II poł. XV w.
Ten sam autor uważa, że na mapie obrazującej rozmieszczenie własności ziemskiej w województwach sieradzkim i łęczyckim w końcu XVI w. w najbliższej okolicy Pławna jednego z dwóch dużych ośrodków na tym terenie widnieją dwie miejscowości, które przy pomocy Liber beneficiorum Jana Łaskiego można zidentyfikować jako Gowarzów (prawdopodobnie powstało od nazwiska bądź nazwy ”Gowar”) i Borki.
A. Zajączkowski w Materiałach do słownika geograficzno-historycznego dawnych ziem łęczyckiej i sieradzkiej do roku 1400 identyfikują miejscowość Gowarowo z Gowarzowem i podają pierwszą wzmiankę o tej wsi z roku 1384.
Przeprowadzone na początkach lat 90. XX w. archeologiczne badania poszukiwawcze doprowadziły do odkrycia na terenie wsi 16 stanowisk archeologicznych, tj. śladów po obozowiskach lub osadach ludzkich od epoki kamienia do okresu późnego średniowiecza. Zdecydowana większość tych osad znajdowała się we wschodniej i północno-wschodniej części wsi, na terasie nadzalewowej w bezpośrednim sąsiedztwie starego koryta rzeki Warty. Ślady osadnictwa na terenie dzisiejszego Gowarzowa datowane na wczesne i późne średniowiecze znaleziono w 6 skupiskach.
Według opowiadania jednego z najstarszych mieszkańców, początki wsi związane są z rodem „Zatoniów”. Według miejscowej legendy założycielami i pierwszymi osadnikami była ta właśnie rodzina, w której na świat przyszło 8 braci, każdy z nich założył rodzinę i osiedlił się na tym terenie, dając początek tej miejscowości. Jeszcze do dziś nazwisko to bardzo często występuje wśród mieszkańców tej wsi.
W latach 1975–1998 miejscowość administracyjnie należała do województwa częstochowskiego.